# Hermannia stipitata
Hermannia stipitata là một loài thực vật có hoa trong họ Cẩm quỳ. Loài này được Pillans mô tả khoa học đầu tiên.